# Laxey
Koordinaten: 54° 14′ N, 4° 24′ W

Lage der Gemeinde Laxey

Laxey ([ˈlæksi], aus altnordisch Laxá „Lachsfluss“, Manx: Laksaa) ist ein Ort und bis 2016 eine politische Gemeinde (englisch parish) im Osten der Isle of Man. Gemäß der Volkszählung von 2001 hat der Ort 1725 Einwohner.
Bedeutung errang im 19. Jahrhundert der Blei- und Zinkbergbau. In diesem Zusammenhang wurde 1854 das Great Laxey Wheel – nach der Ehefrau des damaligen Gouverneurs „Lady Isabella“ genannt – von Ingenieur Robert Casement errichtet. Dieses Wasserrad diente bis 1929 dazu, Wasser aus dem Bergwerk der Great Laxey Mining Company zu pumpen. Heute gilt das Wasserrad als eine der wichtigsten Touristenattraktionen der Insel; es ist mit seinem Durchmesser von 72 Fuß (rund 22 m) das größte Wasserrad in Europa. Das Laxey Wheel ist unter anderem auf der 20-Pfund-Note abgebildet. Es wird auch in einem gleichnamigen Folksong besungen.
Laxey liegt an der Manx Electric Railway (MER) und ist Ausgangspunkt der Snaefell Mountain Railway (SMR).

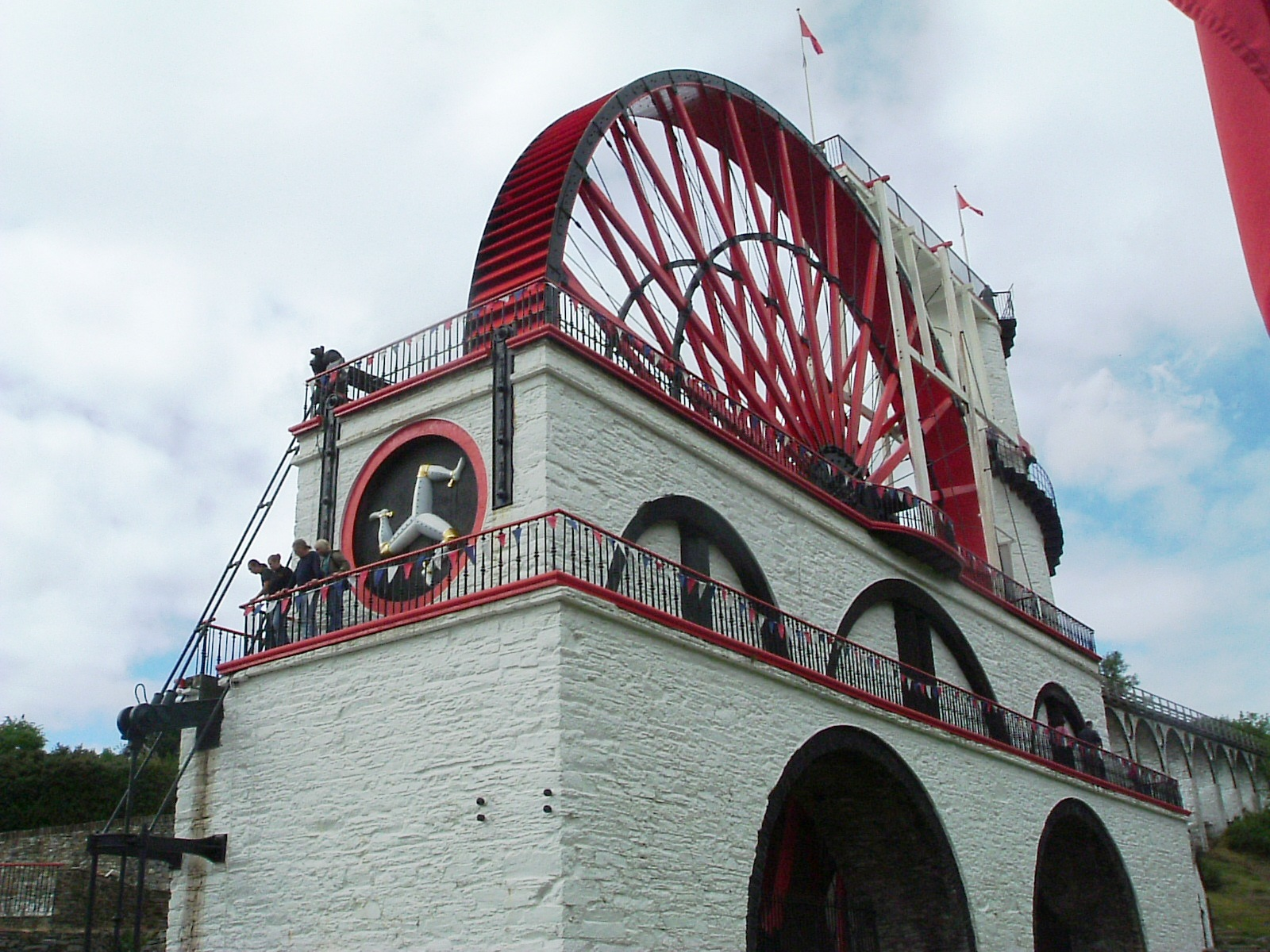
Die Lady Isabella
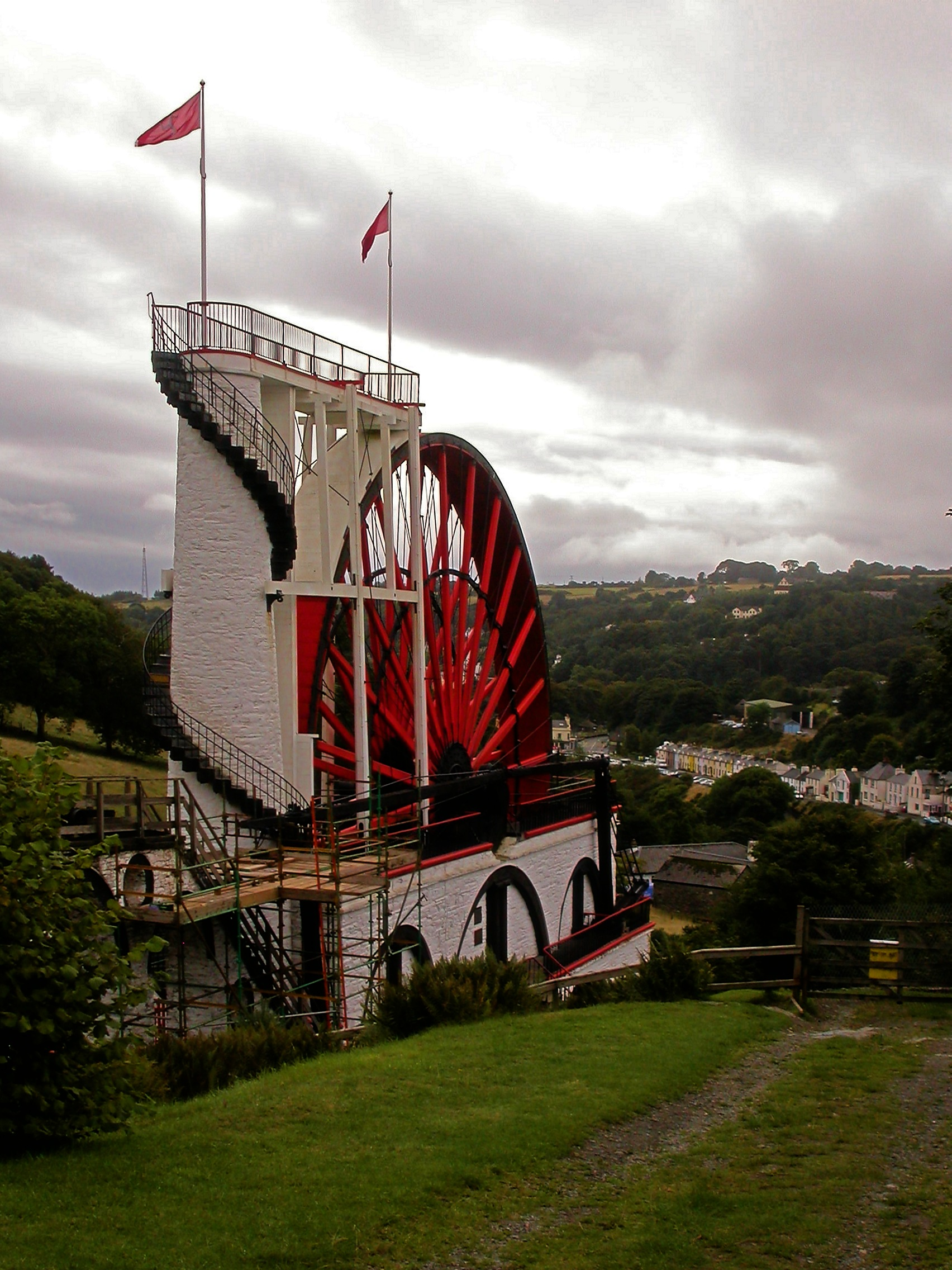
Rückansicht der Lady Isabella, im Hintergrund Laxey
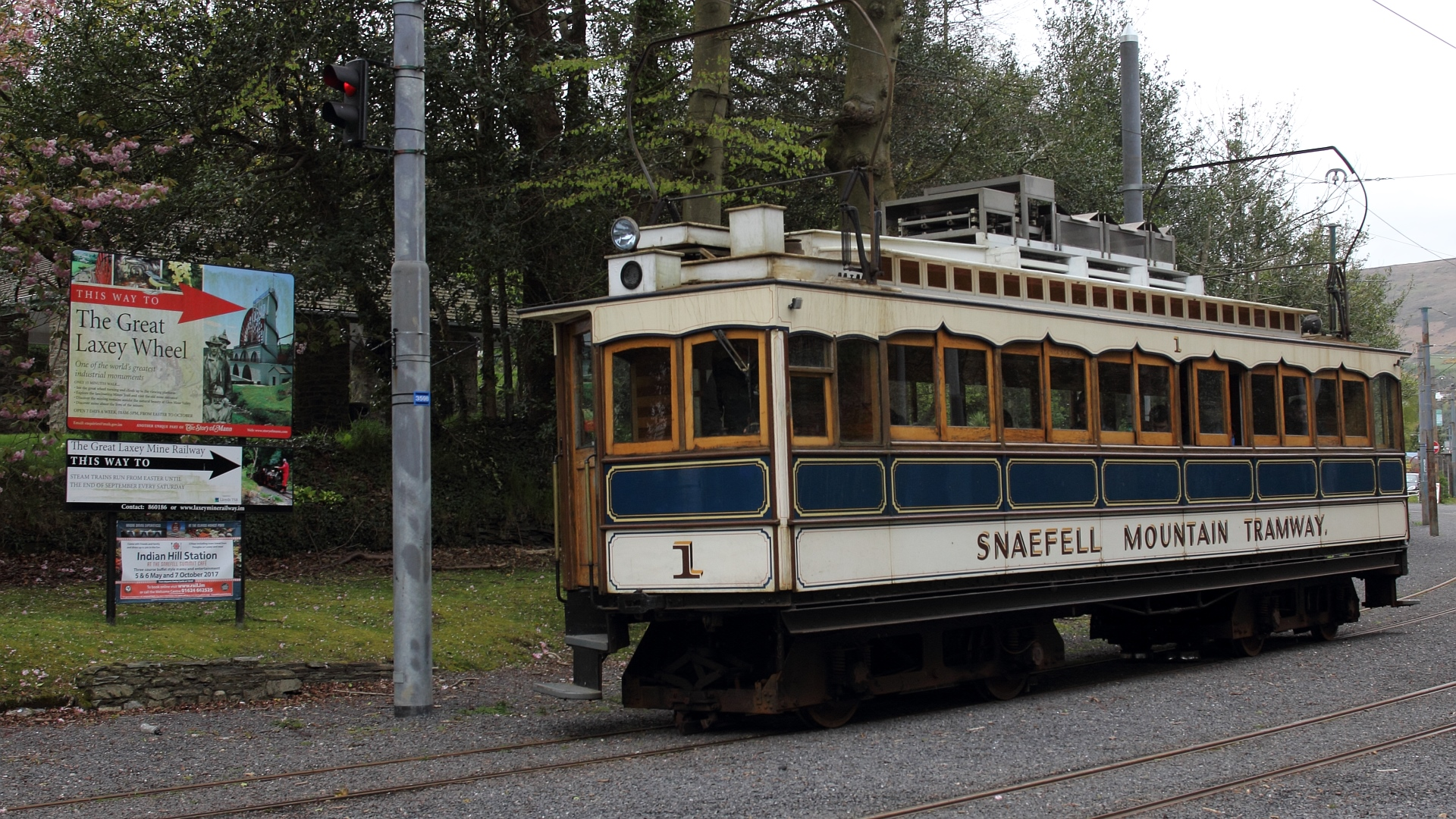
Triebwagen 1 der Snaefell Mountain Railway an der Station Laxey.
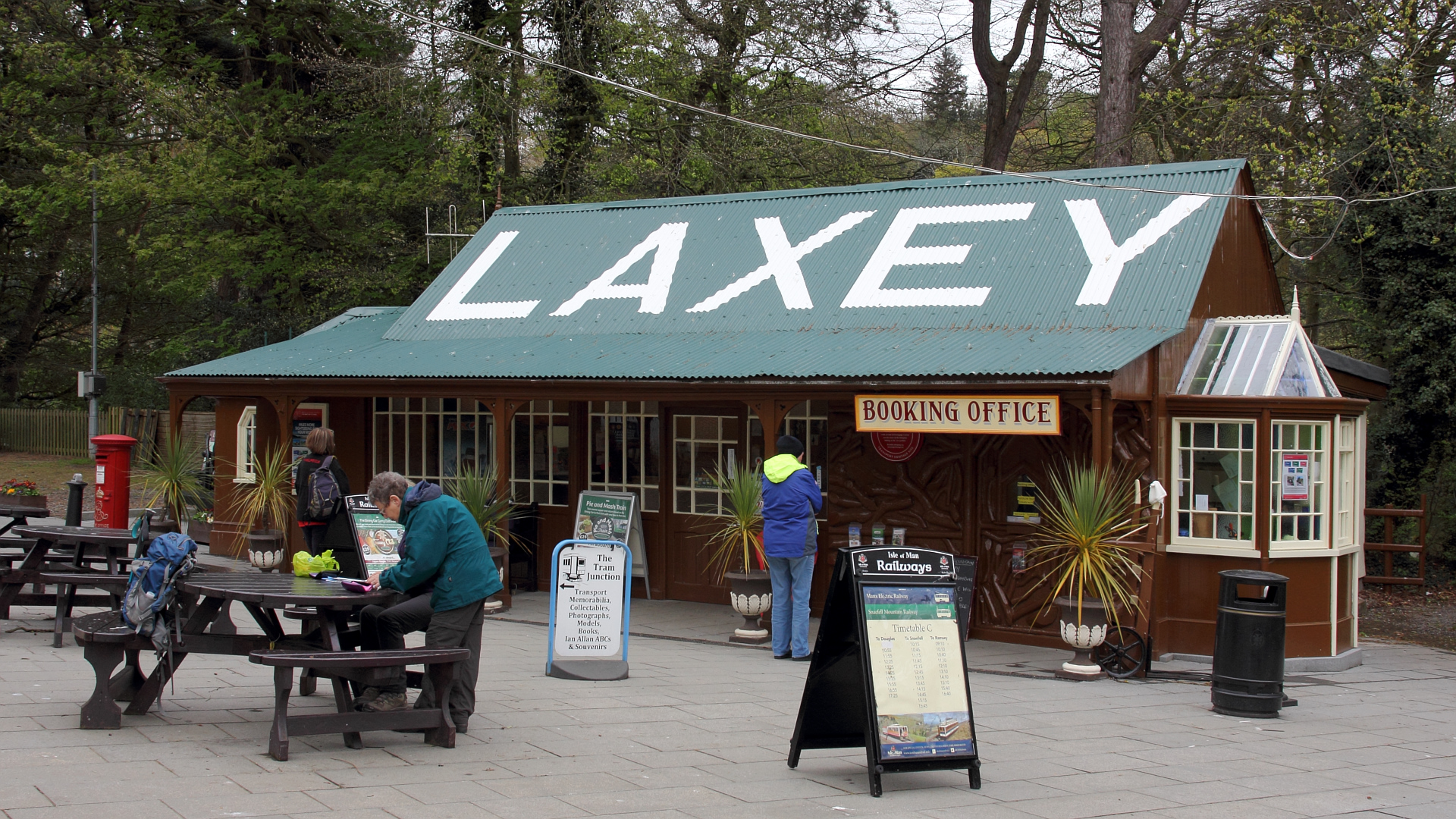
Bahnstation der SMR und der MER in Laxey

## Berühmte Söhne und Töchter der Stadt
- Samantha Barks (* 2. Oktober 1990) Musicaldarstellerin und Schauspielerin.
- Mark Cavendish (* 21. Mai 1985) Radrennfahrer.